# Emiliano Zapata
Emiliano Zapata Salazar (08 tháng 8 năm 1879 - 10 tháng 4 năm 1919) là một lãnh tụ trong cuộc cách mạng Mexico nổ ra vào năm 1910. Ông đã thành lập và chỉ huy một lực lượng vũ trang quan trọng, Quân đội giải phóng miền Nam, trong cuộc cách mạng Mexico. Những người đi theo cuộc cách mạng của Zapata đã được gọi là Zapatistas trong tiếng Tây Ban Nha.
Ông bị lực lượng chính phủ của tổng thống Venustiano Carranza phục kích và bắn chết tại Morelos.

## Tiểu sử
Emiliano Zapata sinh ra ở một làng ở miền quê Anenecuilco thuộc bang Morelos trong gia đình mà cha là Gabriel Zapata và mẹ là Cleofas Salazar của Zacatepillo. Gia đình Zapata là người Mestizos, lai giữa người thổ dân và tổ tiên Tây Ban Nha, Emiliano là con thứ chín trong gia đình 10 con. Là nông dân từ khi còn nhỏ, cậu đã đạt được cái nhìn sâu sắc về những khó khăn nghiêm trọng của các vùng nông thôn. Cậu đã nhận được một nền giáo dục hạn chế từ cô giáo của mình, Emilio Vara. Zapata phải chăm lo cho gia đình của mình vì cha qua đời lúc ông mới được 17 tuổi. Khoảng đầu thế kỷ 20 Anenecuilco là một bản địa nói tiếng Nahuatl, có nhân chứng cho rằng Emiliano Zapata đã nói trôi chảy tiếng Nahuatl.
Zapata và các nông dân khác ở bang Morelos tham dự vào cuộc bầu cử thống đốc 1909 thuộc phe đối lập. Cùng năm Zapata, lúc đó 30 tuổi được bầu làm chủ tịch hội đồng bảo an Anenecuilco(một Ủy ban để bảo vệ quyền sở hữu đất đai của làng).
1910 Zapata tham dự vào cuộc cách mạng Mexico dưới sự lãnh đạo của Francisco Madero. Mục đích của họ là để lật đổ chính phủ Porfirio Díaz.
Tháng tư 1911 Zapata được bầu làm người lãnh đạo quân đội miền Nam của phong trào cách mạng. Quân đội ông bao gồm những tá điền vô sản. Mặc dù họ ít quân và vũ khí thô sơ hơn so với quân đội chính phủ, quân cách mạng đã được nhiều thành công lớn trong cuộc chiến tranh du kích ở bang Morelos nhiều đồi núi, nơi mà họ được đa số dân chúng ủng hộ. Vào tháng 5 năm 1911 những người Zapatistas, lúc đó đã có tới 4.000 binh lính, đã chiếm được thủ đô Cuernavaca của bang Morelos.